# Agrippina minore
Giulia Agrippina Augusta (in latino Iulia Agrippina Augusta; Ara Ubiorum, 6 novembre 15 – Baia, marzo 59), nata semplicemente Giulia Agrippina e meglio conosciuta come Agrippina minore (Agrippina minor, per distinguerla dalla madre Agrippina maggiore), è stata una nobildonna e imperatrice romana, appartenente alla dinastia giulio-claudia.
Sposò l'imperatore romano Claudio, suo zio, il quale adottò il figlio da lei avuto dal precedente matrimonio con Gneo Domizio Enobarbo, Nerone, che sarebbe poi diventato a sua volta imperatore. Insignita del titolo di Augusta dell'Impero romano nel 50, Agrippina ebbe un ruolo di primo piano durante la parte finale del regno di Claudio e i primi anni del principato di Nerone. Tuttavia, i tentativi di Agrippina di controllare il potere del proprio figlio, lo portarono a ordinarne la morte nel 59.

## Fonti e storiografia

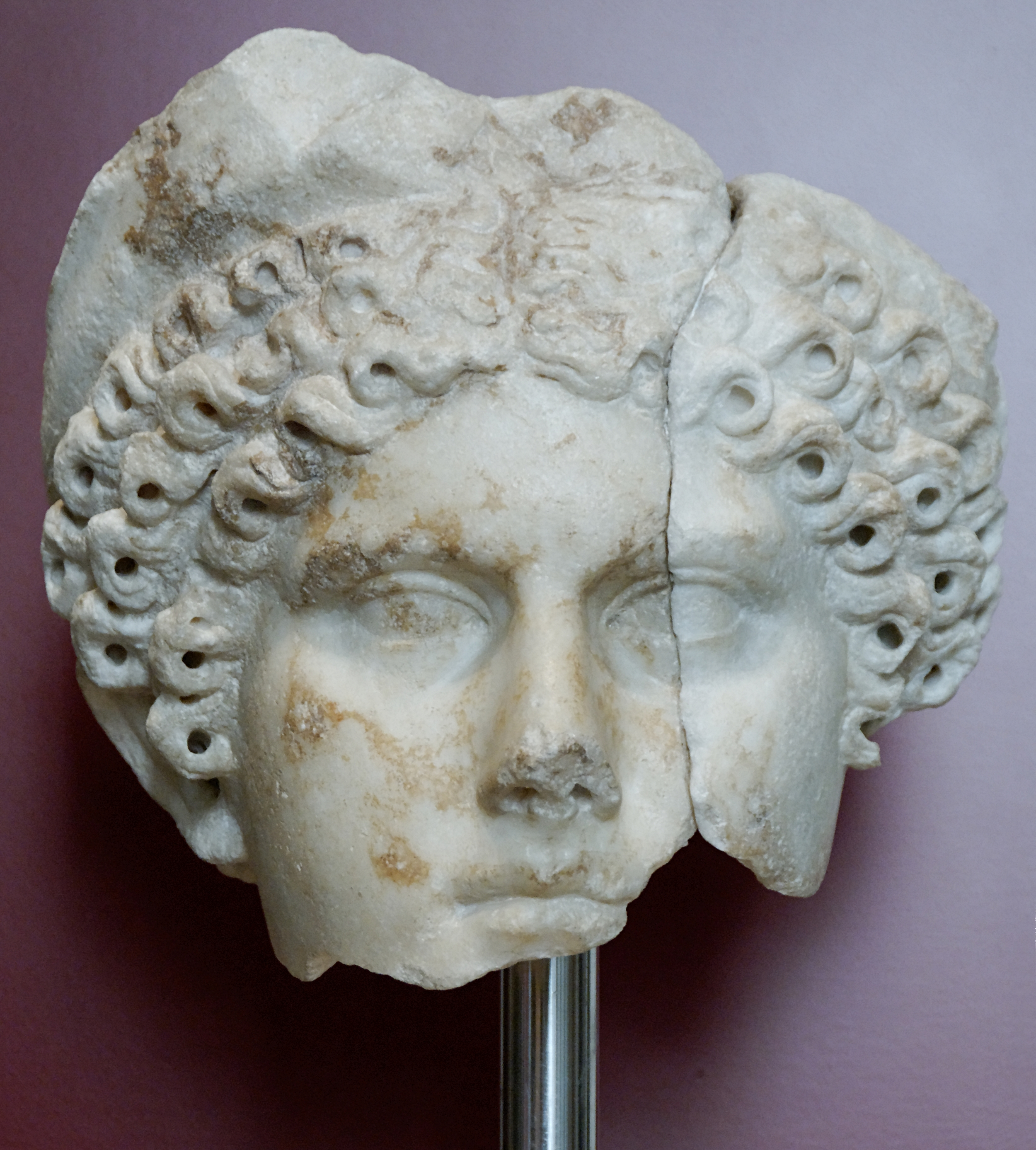
Ritratto di Agrippina (Palazzo Massimo, Roma)

Le principali fonti su Agrippina sono Publio Cornelio Tacito, che parla della donna nei suoi Annales fra il libro XI e il libro XIV, anche se lo storico fa riferimento ad Agrippina sin dalla sua infanzia nel libro II; Svetonio, che parla di Agrippina nella sua opera De vita Caesarum, nello specifico nelle biografie di Caligola, Claudio, Nerone, Galba e Vespasiano; e Cassio Dione, che fa riferimento ad Agrippina nei libri LVIII-LXI della sua Storia romana. Allusioni ad Agrippina si ritrovano in altri autori come Giuseppe Flavio, Plinio il Vecchio e Giovenale. Agrippina stessa scrisse delle memorie circa le vicende della sua famiglia, di cui sopravvivono solo due frammenti conservati in Tacito e Plinio il Vecchio. Sappiamo che anche le opere storiografiche contemporanee perdute di Cluvio Rufo e Fabio Rustico, e certamente anche quella di Plinio il Vecchio parlavano di Agrippina. Seneca, pur avendo avuto stretti rapporti con Agrippina, non fa riferimento alla donna in nessuna delle sue opere giunte sino a noi.
Le fonti romane antiche sono uniformemente ostili ad Agrippina, che era malvista dai contemporanei perché fu la prima donna che raggiunse una posizione di effettivo potere nella Roma imperiale. Così, gli storici e biografi antichi imputano ad Agrippina non solo i vizi tradizionalmente attribuiti alle donne, ma le attribuiscono i tratti sinistri d'una matrigna perfida e un comportamento sfrontato, trasgressivo e oltraggioso dal punto di vista sessuale, giungendo secondo alcune versioni a contemplare l'incesto persino con suo figlio Nerone: così, sia dal punto di vista politico che dal punto di vista sessuale, Agrippina è un "monstrum", che, come la regina Cleopatra VII, deve essere distrutto, perché viola ogni tipo di norma sociale.
Fisicamente Agrippina minore è descritta dalle fonti come una donna rimasta avvenente fino all'epoca della tragica morte, avvenuta verso i quarant'anni. Salvo nelle occasioni ufficiali, quando sfoggiava vesti sontuose e intessute d'oro, i suoi costumi erano modesti. Sappiamo che era colta e che scrisse delle "Memorie" sulla sua famiglia, che però non si sono conservate. La tipica pettinatura a trecce è simile a quella della madre Agrippina Maggiore, differenziandosi per la corona di riccioli disposti in forma circolare intorno alla fronte.

## Biografia

### Origini familiari
Agrippina era figlia di Agrippina maggiore e del generale Germanico Giulio Cesare, entrambi molto amati dal popolo romano. La madre era figlia di Marco Vipsanio Agrippa (amico fraterno di Augusto) e di Giulia maggiore (figlia di secondo letto di Augusto). Il padre era figlio di Druso maggiore (fratello di Tiberio e figlio di Livia, moglie di Augusto) e di Antonia Minore (figlia di Marco Antonio e Ottavia, sorella di Augusto). Suo padre Germanico era stato, inoltre, adottato da Tiberio su richiesta di Augusto.
I suoi fratelli erano Nerone Cesare, Druso Cesare, Gaio Cesare "Caligola" (futuro imperatore romano dal 37 al 41), Drusilla e Giulia Livilla. Agrippina ebbe anche altri due fratelli maschi, Tiberio Cesare (nato nel 10), Gaio Cesare (nato nell'11), e una femmina (nata tra il 13 e il 14), che però morirono tutti prematuramente.

### Infanzia e giovinezza (15-37)

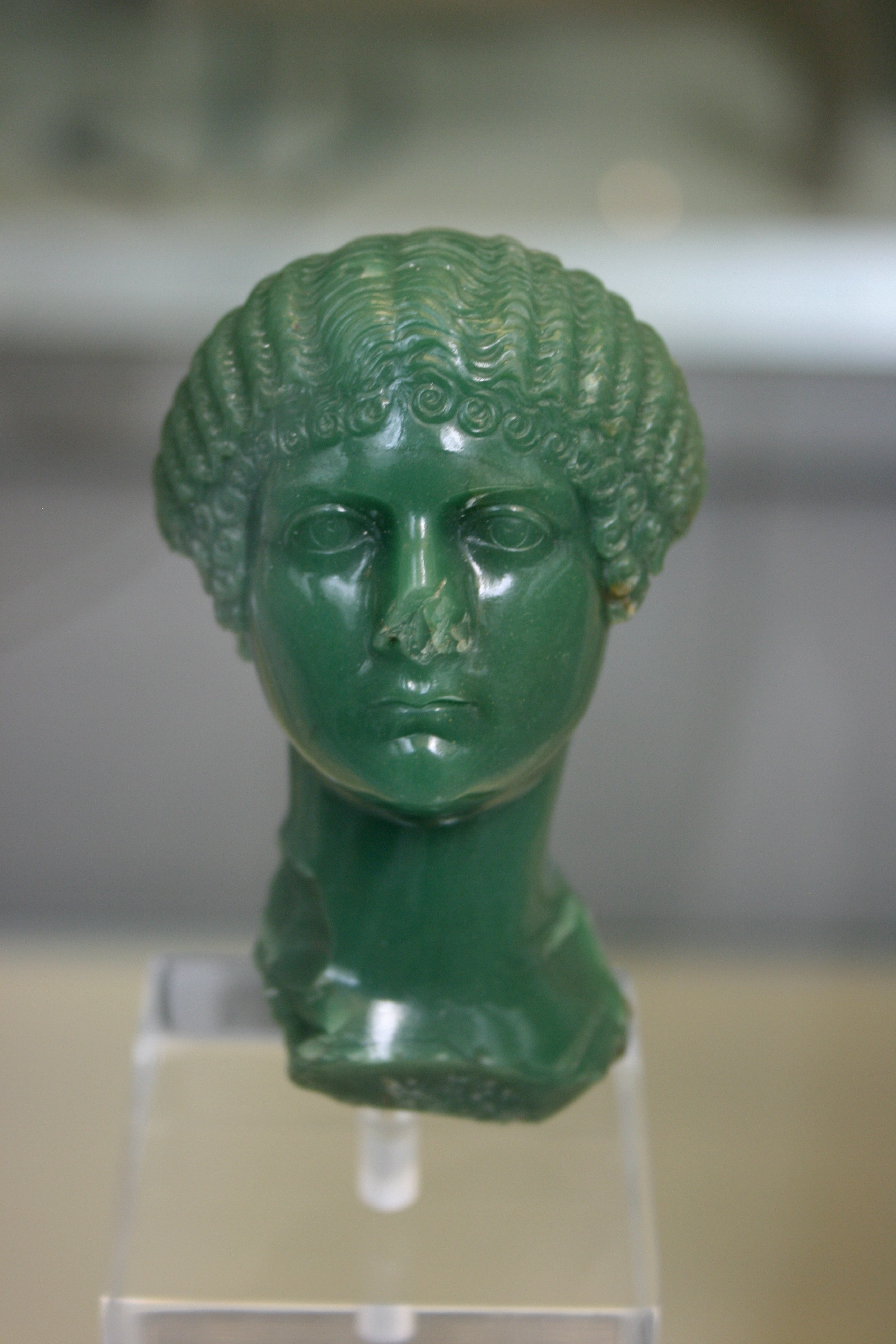
Ritratto in calcedonio attribuito al primo tipo ritrattistico di Agrippina (Londra, British Museum)

Agrippina nacque ad Ara Ubiorum il 6 novembre del 15, mentre suo padre Germanico si trovava impegnato in delle campagne militari oltre il Reno. Quando questi fu richiamato a Roma dall'imperatore Tiberio, Agrippina seguì il padre e sfilò con questo nel suo trionfo, celebrato per i suoi successi militari in Germania nel maggio del 17. Germanico in seguito fu spedito in Oriente in missione diplomatica, ma Agrippina e i suoi fratelli, eccetto Caligola, non lo seguirono e rimasero a Roma, forse sotto custodia dello zio Claudio. Il padre di Agrippina, però, cadde malato e morì nel 19; sua moglie Agrippina Maggiore ne ricondusse le ceneri a Roma, e si ricongiunse con i suoi figli all'altezza di Terracina, accompagnati dal figlio di Tiberio, Druso minore, e da Claudio.
In seguito, Agrippina Maggiore e i suoi due figli maschi maggiori, Nerone Cesare e Druso Cesare, rimasero coinvolti nella lotta al potere successiva alla morte di Druso minore nel 23 e caddero in disgrazia, morendo imprigionati o in esilio; dei figli di Germanico sopravvissero Caligola, Drusilla, Livilla ed Agrippina, che furono affidati alle cure di Livia Drusilla, madre di Tiberio e vedova di Augusto. Nel 28 Agrippina fu fatta sposare con Gneo Domizio Enobarbo, discendente di un'antica famiglia aristocratica che aveva goduto del favore di Augusto e figlio di Antonia maggiore, nipote del primo imperatore, in una cerimonia cui presenziò Tibero stesso, e andò con il marito a vivere sulla Via Sacra. L'unico figlio della coppia, il futuro imperatore Nerone, venne però alla luce solo nel dicembre del 37, ad Anzio; si trattò, come ricorderà in seguito Agrippina nelle sue memorie, di un parto podalico.

### Caligola imperatore (37-41)
| Gaio Cesare: sesterzio | Gaio Cesare: sesterzio |
| --- | --- |
| | |
| C CAESAR AVG GERMANICVS PON M TR POT (Gaio Cesare Augusto Germanico, Pontefice Massimo, Potestà Tribunizia), testa laureata verso sinistra | AGRIPPINA, DRVSILLA, IVLIA S C, le tre sorelle di Caligola, Agrippina, Drusilla e Giulia Livilla, rappresentate come le tre dee della Securitas, della Concordia e della Fortuna |
| 27,92 g, 7 h, (zecca di Roma antica); coniato nel 37/38 da Caligola in onore delle tre sorelle                                             | |

Alla morte di Tiberio, nel 37, divenne imperatore Caligola, fratello di Agrippina, che si affrettò a rendere omaggio non solo alla memoria dei genitori e dei fratelli defunti, ma anche alle sue sorelle ancora in vita, sia per riabilitare la memoria di personaggi caduti in disgrazia sotto il suo predecessore, sia per rinforzare la sua legittimità. Concesse dunque ad Agrippina e alle sue sorelle, Drusilla e Livilla, gli stessi diritti delle Vestali, concesse inoltre loro di sedere al posto d'onore, accanto a sé, durante gli spettacoli, e permise che il loro nome venisse incluso nelle preghiere per il benessere del principe, nei giuramenti che i consoli facevano quando proponevano una mozione in Senato, e in quelli di fedeltà verso l'imperatore, onore questo senza precedenti per delle donne.
Nonostante l'euforia iniziale, e nonostante voci che volevano l'imperatore intento in rapporto incestuosi con tutte e tre le sue sorelle, ben presto iniziarono ad emergere tensioni fra Caligola, il Senato e i suoi familiari; nel 39, infine, Agrippina e sua sorella Livilla, che molto probabilmente si erano unite alle spedizione dell'imperatore sul Reno iniziata quell'anno, furono accusate mentre si trovavano lontano dalla capitale di congiura e di adulterio con Lepido, vedovo di Drusilla (morta nel 38). Lepido fu messo a morte, e Agrippina, in una voluta parodia del ritorno in patria della madre con le ceneri del marito Germanico, fu inoltre costretta a recare con sé l'urna che conteneva i resti cremati del suo presunto amante Lepido a Roma. Agrippina e Livilla furono confinate nelle isole Ponziane, che già avevano ospitato l'esilio della madre e del fratello Nerone Cesare, e i loro beni furono messi all'asta dall'imperatore.

### Claudio imperatore (41-54)

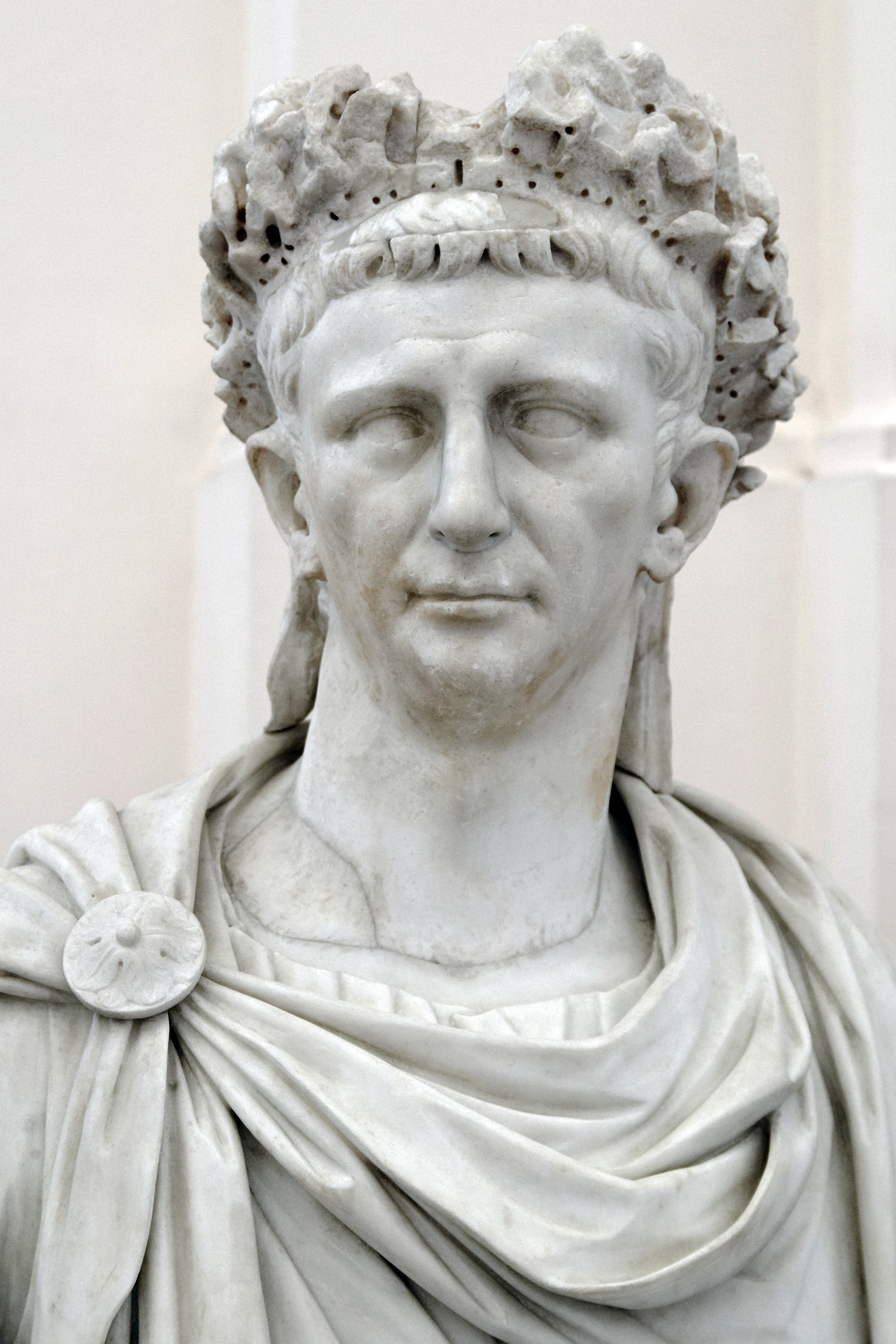
Busto di Claudio (Museo archeologico nazionale, Napoli)

#### Agrippina e Messalina (41-48)
Nel 41, quando Caligola venne assassinato, Claudio ascese al trono e fece richiamare a Roma Agrippina e Livilla, restituendo loro i beni confiscati da Caligola; nella capitale le due sorelle cremarono il fratello ucciso e lo seppellirono, forse nel mausoleo di Augusto. Poiché Enobarbo era morto nel 40, Agrippina si ritrovava al suo rientro a Roma vedova; dopo aver cercato invano di sedurre il futuro imperatore Servio Sulpicio Galba, Agrippina sposò Gaio Sallustio Passieno Crispo, che acquisì prestigio dal matrimonio con un membro della famiglia imperiale, divenendo proconsole d'Asia e console nel 44. Crispo morì prima del 47, secondo alcune voci avvelenato da Agrippina, che rimase vedova per la seconda volta ed erede dei beni del facoltoso marito.
Nel 47, durante i Ludi Saeculares voluti da Claudio, il popolo acclamò il giovane Nerone più di Britannico, il figlio dell'imperatore e di sua moglie Messalina, in quanto discendente diretto di Germanico; la popolarità e il lustro dei natali di Agrippina avrebbero dunque dato a Messalina motivo di temerla, tanto che circolò voce che la moglie dell'imperatore avesse spedito dei sicari ad assassinare Nerone; essi però furono intimoriti dalla comparsa improvvisa di un serpente sotto il cuscino su cui dormiva il bambino; per tenere viva la storia, Agrippina fece fabbricare un bracciale d'oro in cui custodire la pelle di serpente che aveva dato origine alla diceria e lo fece indossare al figlio.

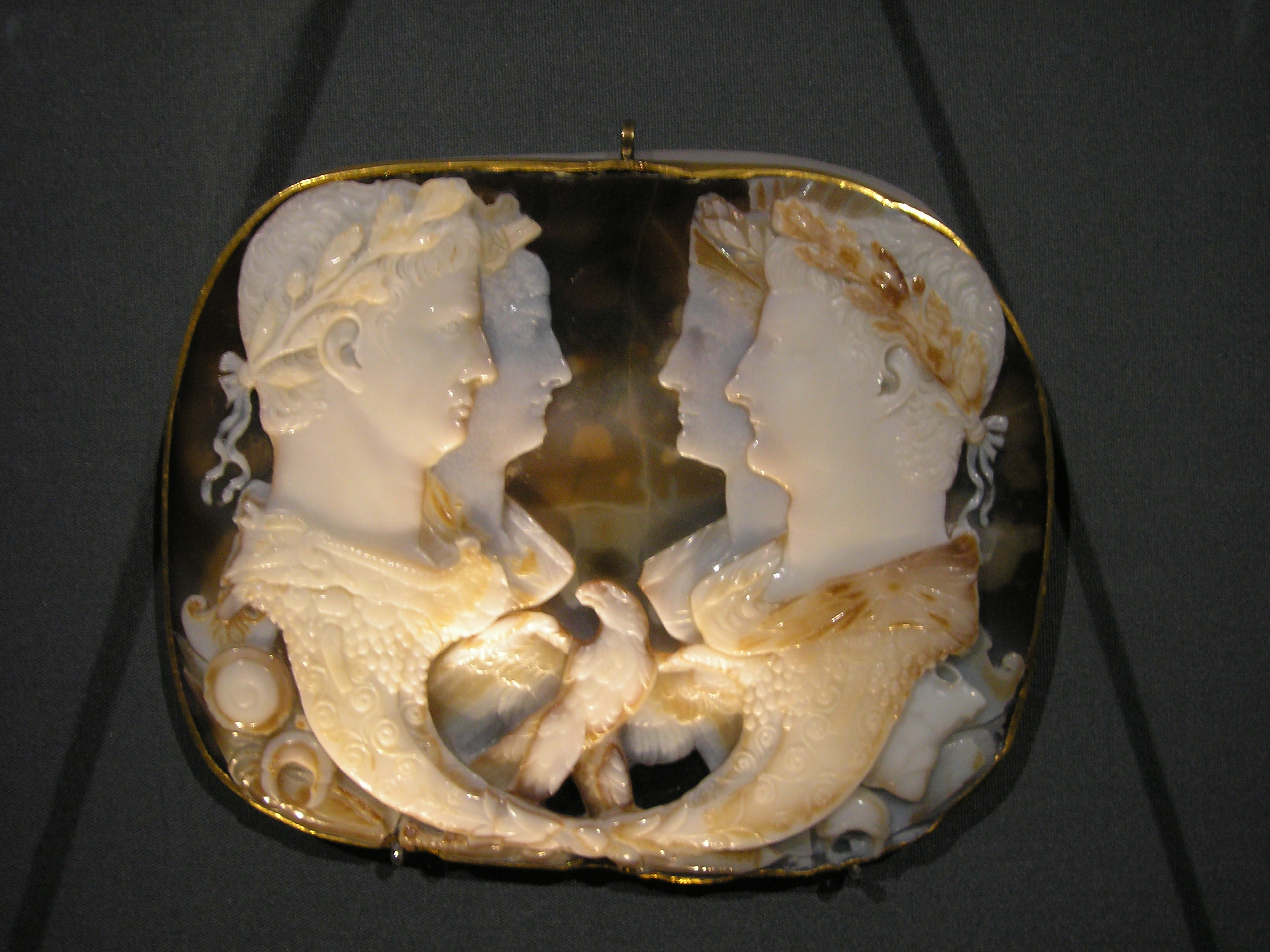
La gemma Claudia, raffigurante Claudio e Agrippina minore e, a destra, i genitori di lei, Germanico e Agrippina maggiore (Kunsthistorisches Museum, Vienna). Si ritiene che si tratti di un regalo di nozze fatto a Claudio ed Agrippina, inquadrabile nella situazione politica del 48, in cui Claudio cercava di ristabilire la propria posizione politica sposando una figlia di Germanico ed Agrippina, la cui comune (sebbene fittizia) discendenza da Augusto viene stabilita dalle quattro cornucopie da cui spuntano i ritratti dei personaggi e che presentano una radice comune

#### Moglie di Claudio (48-54)
Dopo la caduta di Messalina nel 48 l'imperatore, rimasto vedovo, iniziò a cercare una nuova moglie, e alla fine la scelta ricadde proprio su Agrippina, che godeva dell'alleanza del liberto imperiale Pallante e che, essendo una discendente diretta di Augusto, avrebbe conferito al regime una nuova stabilità, compromessa dallo scandalo di Messalina. Si trattava di un matrimonio fra uno zio e una nipote, pertanto considerato incestuoso; per aggirare l'ostacolo, fu permesso di contrarre nozze fra un uomo e la figlia di suo fratello, anche se furono pochi a seguire l'esempio dell'imperatore, fra cui un liberto e un centurione, alle cui nozze parteciparono Claudio ed Agrippina.
Contestualmente, Agrippina iniziò a promuovere fortemente suo figlio Nerone, destinandolo alle nozze con la figlia di Claudio e Messalina, Claudia Ottavia, già promessa sposa però al nobilissimo Lucio Giunio Silano, già onorato ampiamente in precedenza da Claudio, che dovette essere pertanto eliminato: accusato di incesto con sua sorella Giunia Calvina, Silano fu espulso dal Senato e si tolse infine la vita il giorno delle nozze fra Claudio ed Agrippina. La moglie di Claudio ottenne anche che Seneca, personaggio già vicino alle sorelle di Caligola in precedenza ma che era stato spedito in esilio in Corsica dopo essere stato accusato di adulterio con Livilla (la quale era stata poi giustiziata), rientrasse a Roma; alla sua tutela affidò il figlio Nerone. Agrippina macchinò anche per sbarazzarsi di Lollia Paolina, già sposa di Caligola e in lizza come moglie di Claudio; deprivata della sua immensa fortuna, Lollia fu costretta al suicidio, mentre un'altra donna, Calpurnia, ritenuta anch'essa pericolosa, fu spedita in esilio.
Quando Claudio adottò Nerone quale suo figlio nel febbraio del 50, fu concesso ad Agrippina il titolo di Augusta, un onore, questo, mai riservato alla moglie di nessun imperatore vivente in precedenza, conferendo ad Agrippina una prominenza senza pari; inoltre, Agrippina ottenne la distinzione di poter partecipare alle salutationes del marito, poté sedere di fianco a Claudio quando questi riceveva ambasciatori stranieri, ottenne il permesso di potersi spostare in un carro coperto trainato da mule, il carpentum, e fu la prima donna ad apparire con il princeps regnante sulle monete. Quando Claudio ricevette la resa di Carataco, nel 51, Agrippina si trovava di fianco a lui e fu anch'essa omaggiata dai prigionieri britanni, e nei giochi che Claudio diede per il drenaggio del lago Fucino, Agrippina vestì un mantello dorato, un potente simbolo di regalità. L'influenza di Agrippina si estese anche fuori Roma: diede prova di generosità sponsorizzando giochi nella provincia d'Asia, e quando a Roma Erode Agrippa II sostenne con successo la causa degli Ebrei contro i Samaritani in seguito ad alcuni disordini che avevano avuto luogo in Giudea, fondamentale fu per lui il supporto e l'alleanza di Agrippina a corte.

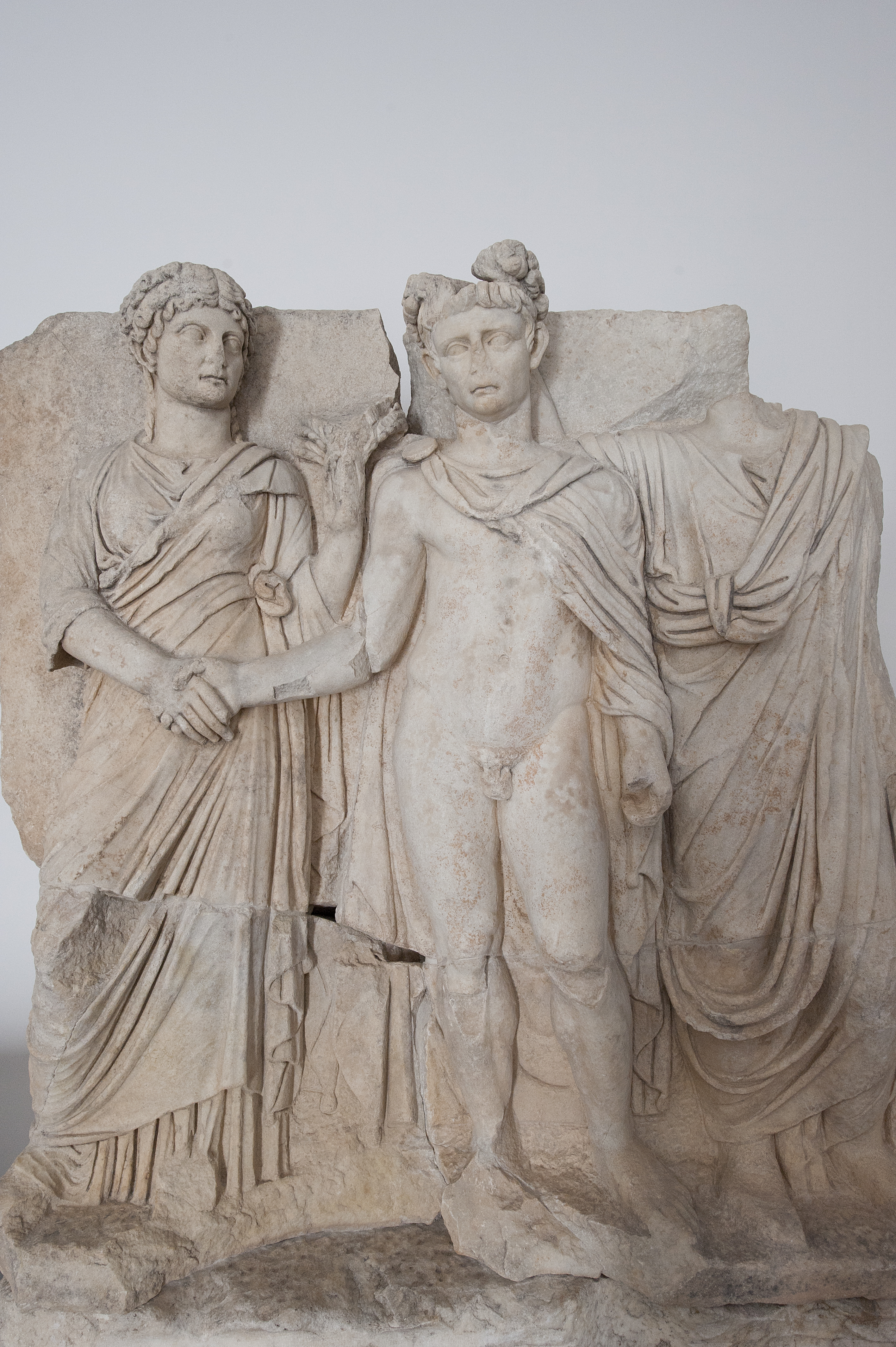
Rilievo dal Sebasteion di Afrodisia raffigurante Claudio in nudità eroica e con la corona ciuica che stringe la mano, in segno di concordia, alla moglie Agrippina, identificata come Cerere, a simboleggiare come il benessere dello Stato dipenda dalla prosperità delle nozze imperiali

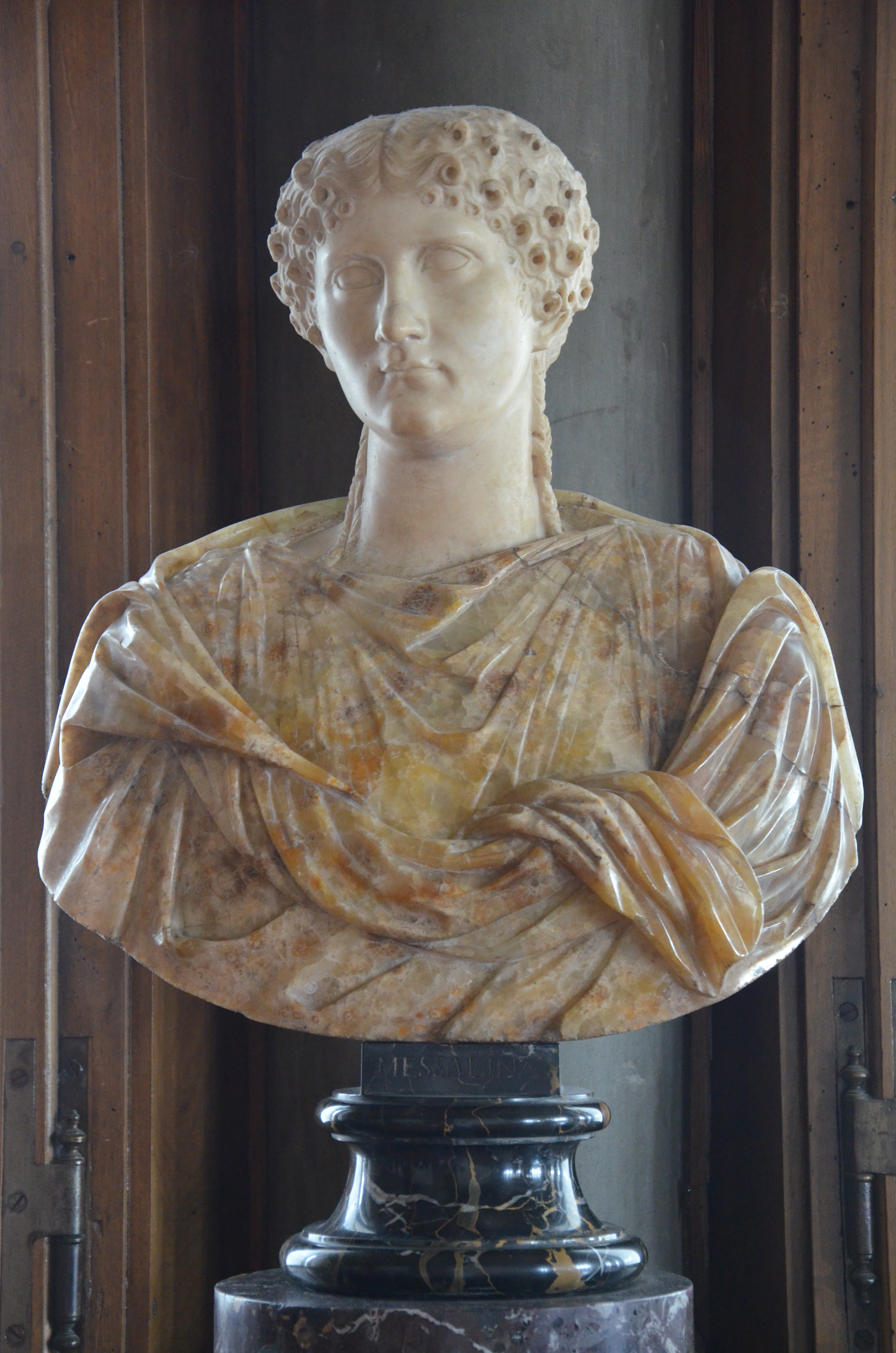
Ritratto di Agrippina del tipo Milano-Firenze, databile agli anni del matrimonio con Claudio (Firenze, Galleria degli Uffizi)

Sembra che Agrippina sfruttò la sua influenza per allontanare o eliminare coloro che si dimostravano fedeli alla memoria di Messalina o a Britannico; così nel 51 sostituì i prefetti del pretorio Lusio Geta e Rufrio Crispino, ritenuti ancora leali a Messalina, con Sesto Afranio Burro, che aveva lavorato in passato come procuratore nelle proprietà imperiali, e allontanò da Roma tutti i membri della guardia pretoriana che ella non riteneva affidabili. Allo stesso tempo, per soffocare sul nascere nuove lotte di palazzo, furono allontanati i precettori di Britannico ancora legati al ricordo di sua madre e che potessero avere una cattiva influenza sul giovane; Sosibio, tutore del figlio di Claudio, fu messo a morte. A corte, Agrippina godeva soprattutto del sostegno del liberto Pallante, che fu premiato, forse dietro influenza della moglie di Claudio, con gli ornamenta praetoria; di contro, il liberto Narcisso si rivelò essere suo acerrimo nemico, tanto che Agrippina non esitò ad accusarlo apertamente di essere responsabile per il fallimento del progetto di drenaggio del lago Fucino; Narcisso, dal canto suo, accusò la donna di sfrenata ambizione e incapacità di autocontrollo. Lo stesso Claudio, comunque, non fu probabilmente alieno agli intrighi della moglie, poiché eliminare personaggi scomodi e potenzialmente pericolosi risultava comunque nell'interesse di entrambi.
Nel 53, Agrippina macchinò anche la rovina di Tito Statilio Tauro, fratello di Tito Statilio Tauro Corvino, che era stato implicato nel 46 in una congiura contro l'imperatore; Tauro si suicidò durante il processo, e il suo accusatore, Tarquizio Prisco, fu espulso dal Senato. Nello stesso anno, si celebrarono le nozze fra Nerone e Ottavia. Nel 54, Agrippina si sbarazzò infine anche di Domizia Lepida, madre di Messalina e nonna di Britannico, nonché zia di Nerone, alla quale era stato affidato durante l'esilio imposto da Caligola ad Agrippina, e dunque una rivale di Agrippina per natali illustri e influenza sul figlio; fu accusata di arti magiche e di aver lasciato a piede libero bande di schiavi in Calabria e, nonostante l'opposizione di Narcisso, fu condannata a morte.
Il 13 ottobre del 54 Claudio morì; la sua morte è imputata da quasi tutte le fonti antiche ad Agrippina, che l'avrebbe avvelenato, secondo alcune versioni con un piatto di funghi, poiché temeva ripensamenti da parte sua circa l'adozione di Nerone. Tuttavia, l'esistenza di numerose versioni discordanti circa i dettagli dell'avvelenamento, unita all'impossibilità, da parte degli scrittori antichi, di accedere a resoconti dettagliati e precisi di ciò che avveniva a corte, rende per noi impossibile stabilire se Agrippina abbia effettivamente avvelenato il marito o meno.

### Nerone imperatore (54-59)

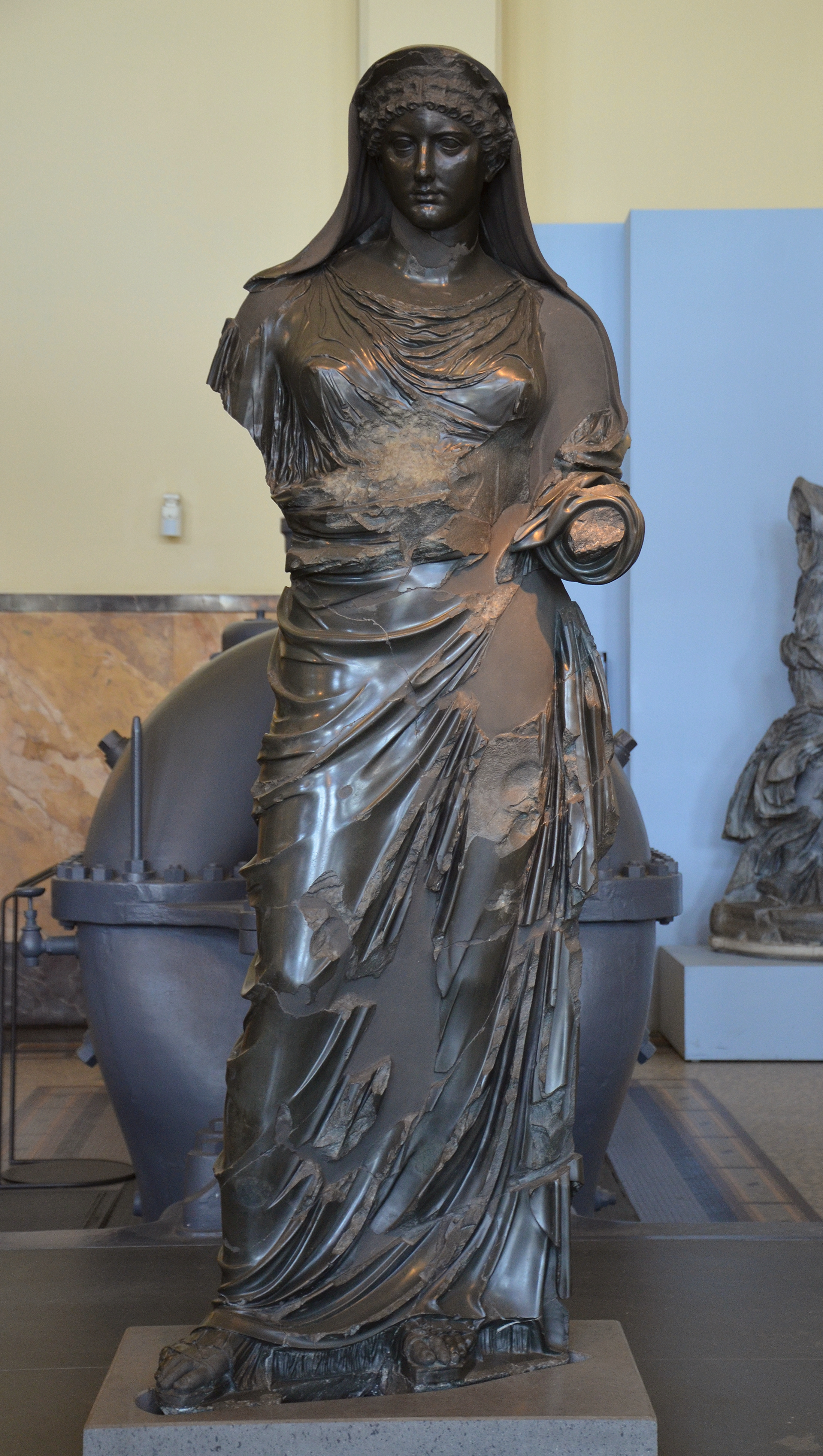
Statua di Agrippina come orante, facente parte del complesso del tempio del divo Claudio (Roma, Centrale Montemartini)

#### Nuovi onori (54)
Alla morte di Claudio, Nerone, ormai sedicenne, fu acclamato imperatore. Narcisso, che si era recato a Sinuessa per curare la sua gotta, fu eliminato sotto ordine di Agrippina; allo stesso tempo, morì Marco Giunio Silano, fratello del Giunio Silano che era stato promesso sposo di Ottavia e al tempo proconsole d'Asia, forse fatto avvelenare da Agrippina. La donna fece anche sopprimere il testamento di Claudio, che non fu letto in Senato.
| Nerone: aureo                                                                                 | Nerone: aureo                                                               |
| --------------------------------------------------------------------------------------------- | --------------------------------------------------------------------------- |
|                                                                                               |                                                                             |
| AGRIPP AVG DIVI CLAVD NERONIS CAES MATER, busti di Agrippina e Nerone l'uno di fronte l'altro | NERONI CLAVD DIVI F CAES AVG GERM IMP TR P attorno, EX SC dentro una corona |
| (zecca di Roma antica); coniato nel 54                                                        |                                                                             |

Quando l'imperatore defunto fu divinizzato, Agrippina fu fatta sacerdotessa del suo culto quale flaminica Claudialis; si impegnò inoltre nella costruzione del tempio votato al marito, il monumentale tempio del Divo Claudio sul Celio. Nuovi privilegi furono concessi all'Augusta: le vennero assegnati due littori e una scorta di pretoriani e guardie batave, e Nerone fece sfoggio di devozione nei confronti della madre girando in pubblico con lei nella sua stessa lettiga e dando ad un tribuno la parola d'ordine ottima madre; eccezionalmente, il suo volto iniziò ad apparire sul dritto delle monete battute nei primi due anni del regno del figlio, e l'ascendenza da parte materna di Nerone, che risaliva fino ad Augusto, venne messa in risalto nelle iscrizioni. La sua influenza si estese anche nella contemporanea campagna in Armenia condotta da Gneo Domizio Corbulone, e le fu concesso di assistere, pur da dietro una tenda, alle discussioni del Senato che si tenevano sul Palatino.

#### Tensioni con Nerone (55-58)

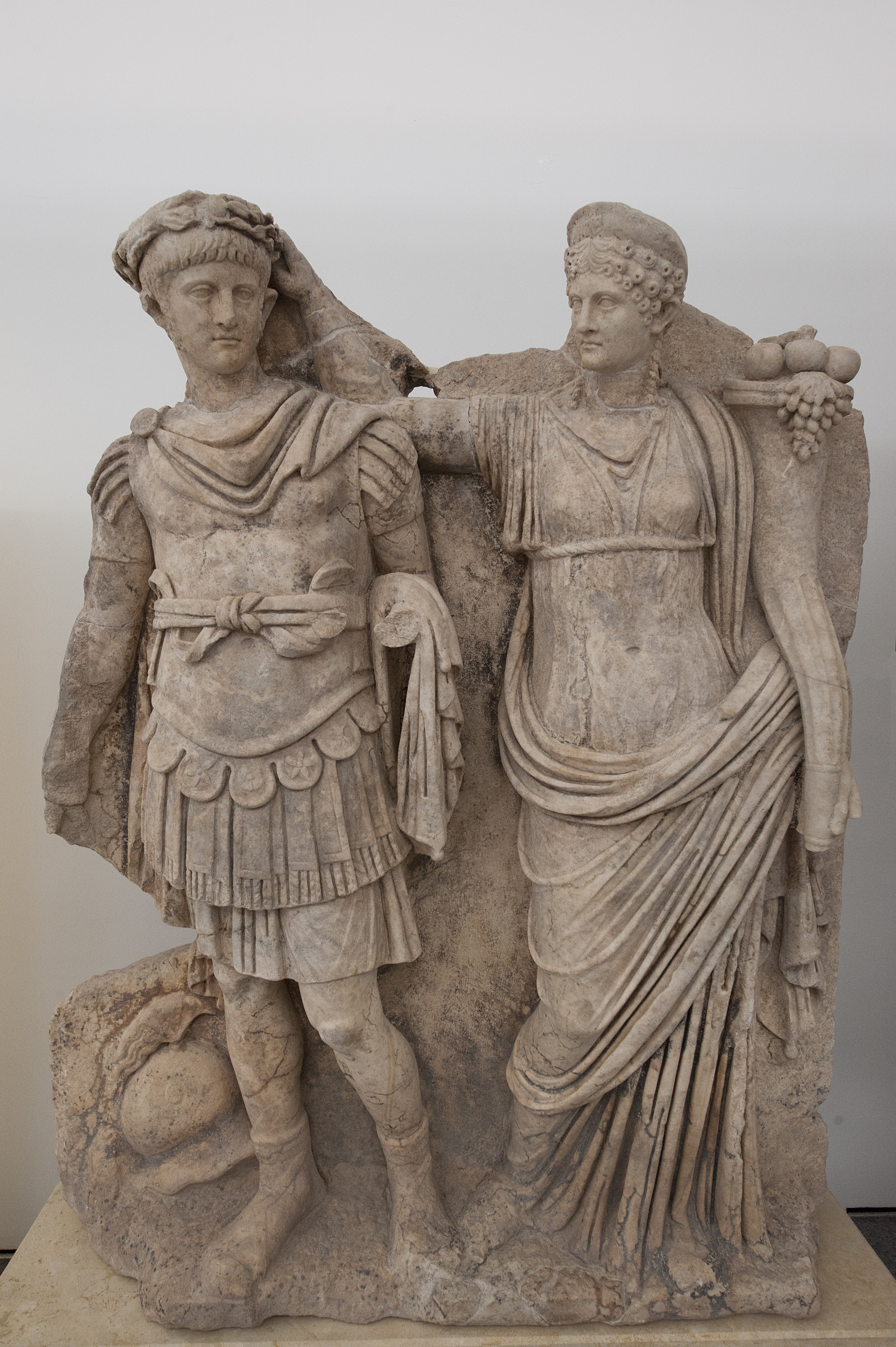
Rilievo dal Sebasteion di Afrodisia che raffigura Agrippina, personificata come la Fortuna, che incorona il figlio Nerone, a simbolo della legittimità che la madre dava alla posizione del figlio. Si tratta della prima raffigurazione di un membro della famiglia imperiale incoronato da un altro.

Il rapporto tra madre e figlio, però, non era destinato a mantenersi solido e collaborativo: già nel 55 Agrippina fu vicina a causare uno scandalo quando, mentre Nerone stava dando udienza a degli ambasciatori dall'Armenia, si avvicinò alla tribuna del figlio per sedergli accanto, come aveva già fatto in precedenza con il marito Claudio. Seneca prevenne Agrippina, facendo alzare l'imperatore e mandandolo incontro alla madre. Inoltre, quando Nerone si innamorò della liberta Claudia Atte, Agrippina si infuriò, forse temendo la ricchezza di Atte e che Nerone si allontanasse da Ottavia, e si oppose alla relazione; di conseguenza, Nerone si risolse all'aperta disobbedienza nei confronti della madre, a vantaggio di Seneca e Burro. Quando poi, secondo Tacito, l'imperatore spedì alla madre dei vestiti e dei gioielli che erano appartenuti a donne della casa imperiali, Agrippina avrebbe risposto che, così facendo, Nerone la stava privando di tutto il resto.
Al crescere della tensione, Pallante, ancora leale ad Agrippina, fu allontanato dalla corte. Poco dopo, nel febbraio del 55, Britannico morì durante un banchetto: sempre secondo Tacito, fu Nerone ad avvelenarlo, temendo che la madre potesse sfruttarlo per scalzarlo dalla sua posizione, ma in realtà il figlio di Claudio potrebbe essere morto di epilessia. Agrippina iniziò ben presto a coltivare il suo rapporto con Claudia Ottavia, e a stringere rapporti, tramite le sue salutationes, con le più antiche e illustri famiglie di Roma, oltre a trattare affabilmente tribuni e centurioni, dopo che già sotto Claudio si era conquistata la lealtà della guardia pretoriana. Nerone rispose licenziando la scorta armata di Agrippina, composta da pretoriani e guardie batave, e chiedendo alla madre di trasferirsi nella casa di Antonia sul Palatino.
Approfittando delle tensioni fra madre e figlio, Agrippina fu attaccata da Giunia Silana, un tempo cara amica di Agrippina, ma in seguito sua nemica dopo che l'Augusta aveva dissuaso il giovane nobile Sestio Africano dallo sposarla, poiché temeva che le ricchezze di Silana, senza eredi, potessero cadere nelle sue mani. Con l'ausilio di due suoi clienti quali accusatori, Silana sostenne che Agrippina stava complottando contro Nerone legandosi a Rubellio Plauto, discendente di Tiberio e di Augusto. Domizia maggiore, sorella di Domizia Lepida, distrutta da Agrippina nel 54 e pertanto ostile all'Augusta, fu resa partecipe dell'accusa: un suo liberto, Paride, secondo Tacito, sarebbe stato spedito da Nerone per denunciare gli intrighi di Agrippina. Burro e Seneca avrebbero dissuaso Nerone dal prendere subito provvedimenti contro la madre, e si recarono a casa della donna a notificargli le accuse di Silana. Agrippina riuscì a respingere le accuse fattegli, e Silana fu esiliata. Rinvigorita dal successo, la donna riuscì ad assicurare alcuni importanti incarichi per i suoi sostenitori, quali Lucio Fenio Rufo e Tiberio Claudio Balbillo. Agrippina, pur avendo perso prominenza, continuò ad avere un ruolo fortemente pubblico: i sacerdoti Arvali celebrarono il compleanno di Agrippina nel 57 e nel 58, fu associata alle celebrazioni del compleanno di Nerone nel nome della concordia e giochi a lei dedicati si tennero nel 56 a Napoli.

#### Morte (59)

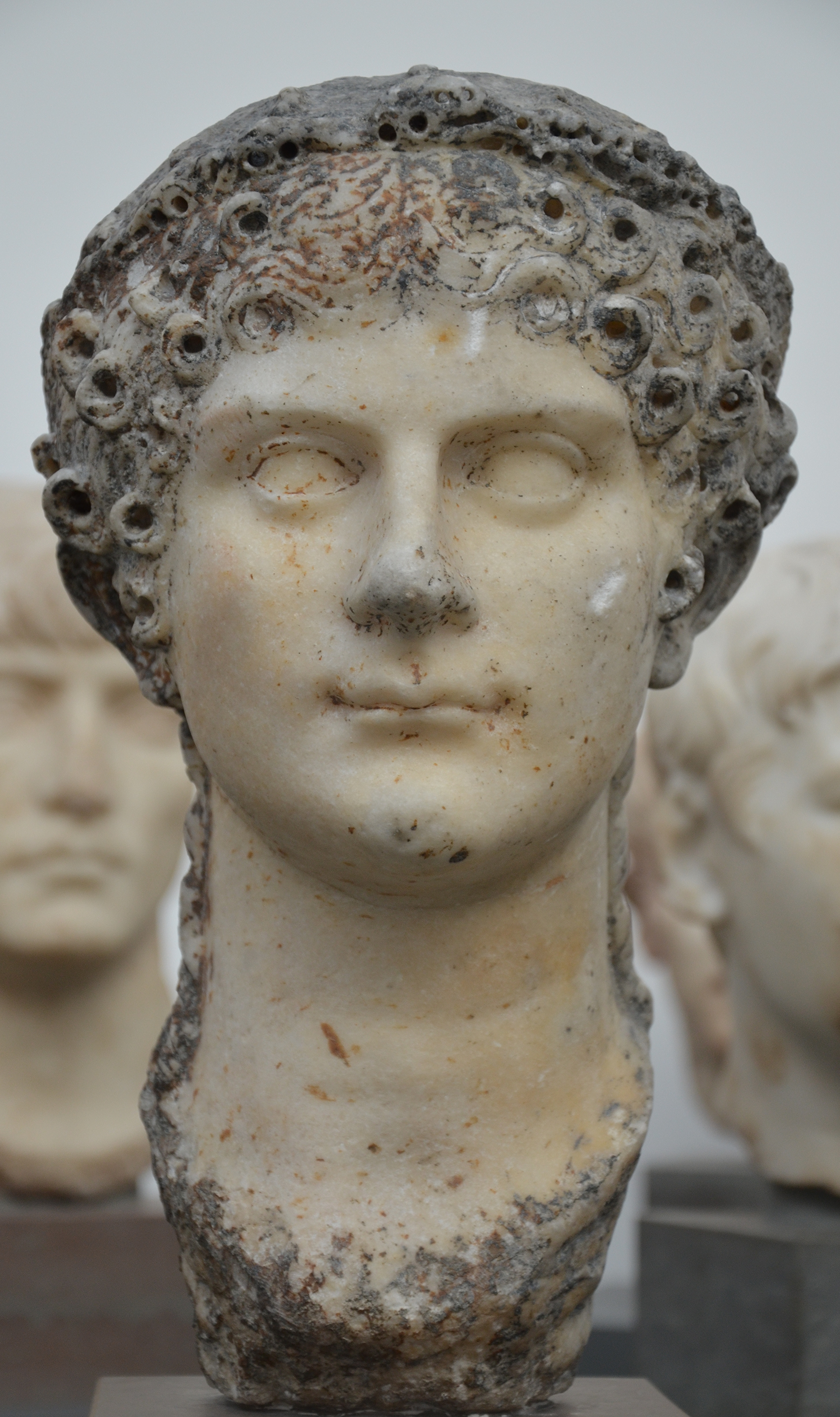
Ritratto di Agrippina appartenente al tipo Stoccarda, in cui viene enfatizzata la somiglianza col figlio Nerone (Copenaghen, Ny Carlsberg Glyptotek)

Nel 59 Nerone si innamorò della nobile Poppea Sabina, già moglie di Crispino, privato da Agrippina della prefettura del pretorio; l'Augusta si oppose alla relazione, facendo scoppiare un nuovo conflitto col figlio. Secondo alcune versioni dubbie Agrippina, disperata per mantenere il controllo su Nerone, si sarebbe offerta a lui nell'incesto.
Nel 59 Nerone decise infine di sbarazzarsi della madre. L'imperatore aveva già iniziato ad evitare incontri privati con lei, e aveva preso ad incoraggiarla nel cercare svago lontano da Roma, nelle ville di Anzio e Tuscolo; quando si risolse al matricidio, Nerone si affidò a un suo vecchio tutore e a quel tempo a capo della flotta di stanza a Miseno, Aniceto, che detestava Agrippina e da lei era detestato. Dapprima si sarebbe progettato di avvelenare Agrippina, ma il piano sarebbe stato abbandonato poiché la donna si era munita di antidoti; poi si sarebbe pensato d'assassinarla con un marchingegno che avrebbe dovuto crollare su di lei la notte mentre dormiva, ma i complici non conservarono il segreto; si decise dunque di assassinare l'Augusta, fingendo un incidente in barca, durante la feste di Minerva del Quinquatria nel marzo del 59. Agrippina, venendo da Anzio, fu accolta amorevolmente dal figlio, che con ostentazione la prese per mano, l'abbracciò e l'accompagnò nella villa di Baia. Girò voce insistente che l'Augusta fosse venuta al corrente della trappola, ma Nerone si comportò con molta premura verso la madre, che occupò durante il banchetto il posto d'onore, sopra l'imperatore, tanto da dissipare ogni sospetto. Quando Agrippina, conclusa la cena, si avviò verso la propria nave, che spiccava per i suoi ornamenti fastosi, Nerone la guardò negli occhi e la strinse al petto.
L'incidente in barca, ingegnato ad arte da Aniceto, uccise Crepereio Gallo e l'ancella Acerronia Polla, che accompagnavano Agrippina, ma quest'ultima, pur ferita a una spalla, riuscì ad uscire dalla barca e scappò silenziosa a nuoto. Venne raccolta da alcuni pescatori e portata nella zona del lago Lucrino. Intanto s'era diffusa la notizia dell'incidente in barca di Agrippina, che si credeva casuale, e una calca di persone si affollò sulla spiaggia, fra lamenti, preghiere e un vociare confuso; quando si seppe che Agrippina era salva, la folla mosse verso la donna per rallegrarsi con lei,  e da lì, infine, si rifugiò nella sua villa di Bauli. 
La donna, per non lasciare intendere al figlio che aveva capito le sue intenzioni, mandò il suo liberto Agermo ad informarlo che non si preoccupasse, perché era riuscita ad arrivare sana e salva alla sua villa. Nerone invece fu terrorizzato dalla nuova che Agrippina era riuscita a salvarsi; dunque, dopo essersi consultato con Seneca e Burro, l'imperatore decise di spedire dei soldati ad uccidere la madre, guidati però da Aniceto, poiché i pretoriani erano ancora fedeli ad Agrippina. All'arrivo del servo di Agrippina,  Agermo, Nerone gli avrebbe gettato una spada in mezzo ai piedi e l'avrebbe fatto arrestare, sostenendo che Agrippina lo aveva spedito per ucciderlo ma poi, scoperto l'attentato, s'era data la morte.

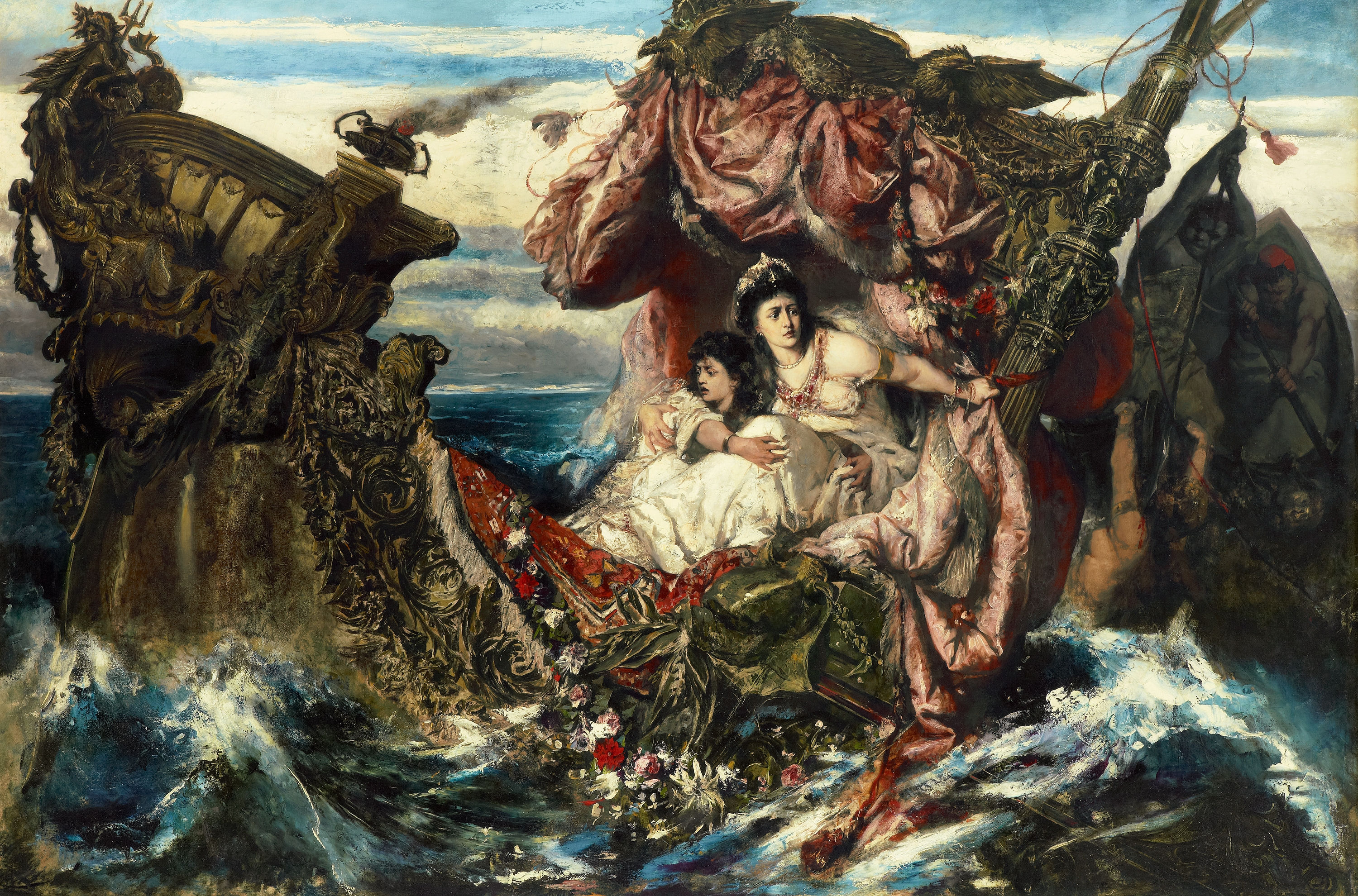
Der Schiffbruch der Agrippina (Gustav Wertheimer)

Aniceto e i suoi uomini circondarono la villa di Bauli, sfondarono la porta e, raggiunsero Agrippina, che era sola nella sua camera con l'ancella. Abbandonata dall'ancella, Agrippina ancora non voleva credere che volessero ucciderla. Si dice che Agrippina, colpita prima violentemente alla testa e caduta a terra al sicario che si apprestava a darle il colpo di grazia, avesse mostrato il ventre, dicendo di colpirlo col pugnale, dal momento che quel ventre aveva generato Nerone.

#### Esequie e memoria di Agrippina
La donna venne cremata la notte stessa con modeste esequie e finché Nerone fu al potere non poté avere alcun tumulo sepolcrale; più tardi, alcuni suoi domestici le eressero un sepolcro lungo la strada per Miseno.
Nerone (che secondo alcune versioni aveva lodato la bellezza del corpo della defunta madre) si presentò al mattino ai centurioni e i tribuni, già fedeli ad Agrippina ma che si felicitarono con lui per lo scampato pericolo; gli amici dell'imperatore si precipitarono nei templi, e sul loro esempio le città della Campania offrirono sacrifici ed inviarono delegazioni per la salvezza di Nerone. Ritiratosi a Napoli, l'imperatore inviò una lettera scritta da Seneca al Senato, in cui sosteneva che Agrippina aveva attentato alla sua vita e che, scoperta, si era tolta la vita, e accusava la madre di ambizione, superbia, e di aver causato la rovina di molte personalità illustri già ai tempi di Claudio. Il Senato servilmente rispose proponendo di celebrare il Quinquatria con giochi annui, di inserire il giorno di nascita di Agrippina fra i dies nefasti, di porre una statua d'oro di Minerva, di cui ricorreva la festa,  vicino a quella del principe; i sacerdoti Arvali sacrificarono per la salvezza di Nerone il 28 marzo e il 5 aprile, e si decise di abbattere statue ed iscrizioni che celebravano Agrippina; Nerone fece anche richiamare in patria coloro che si trovavano in esilio per via degli intrighi della madre. Quando l'imperatore si decise infine a tornare a Roma, fu accolto trionfalmente dalla folla.
Nonostante ciò, il matricidio avrebbe continuato a perseguitare Nerone per il resto della sua vita: l'imperatore avrebbe confessato di essere perseguitato dal fantasma della madre, dalle torce e dalle fruste delle Furie, avrebbe provato ad evocare e supplicare i mani della madre, mentre l'assassinio della madre verrà rinfacciato all'imperatore in satire ed epigrammi rivolti al suo indirizzo.

## Nella cultura successiva

### Teatro

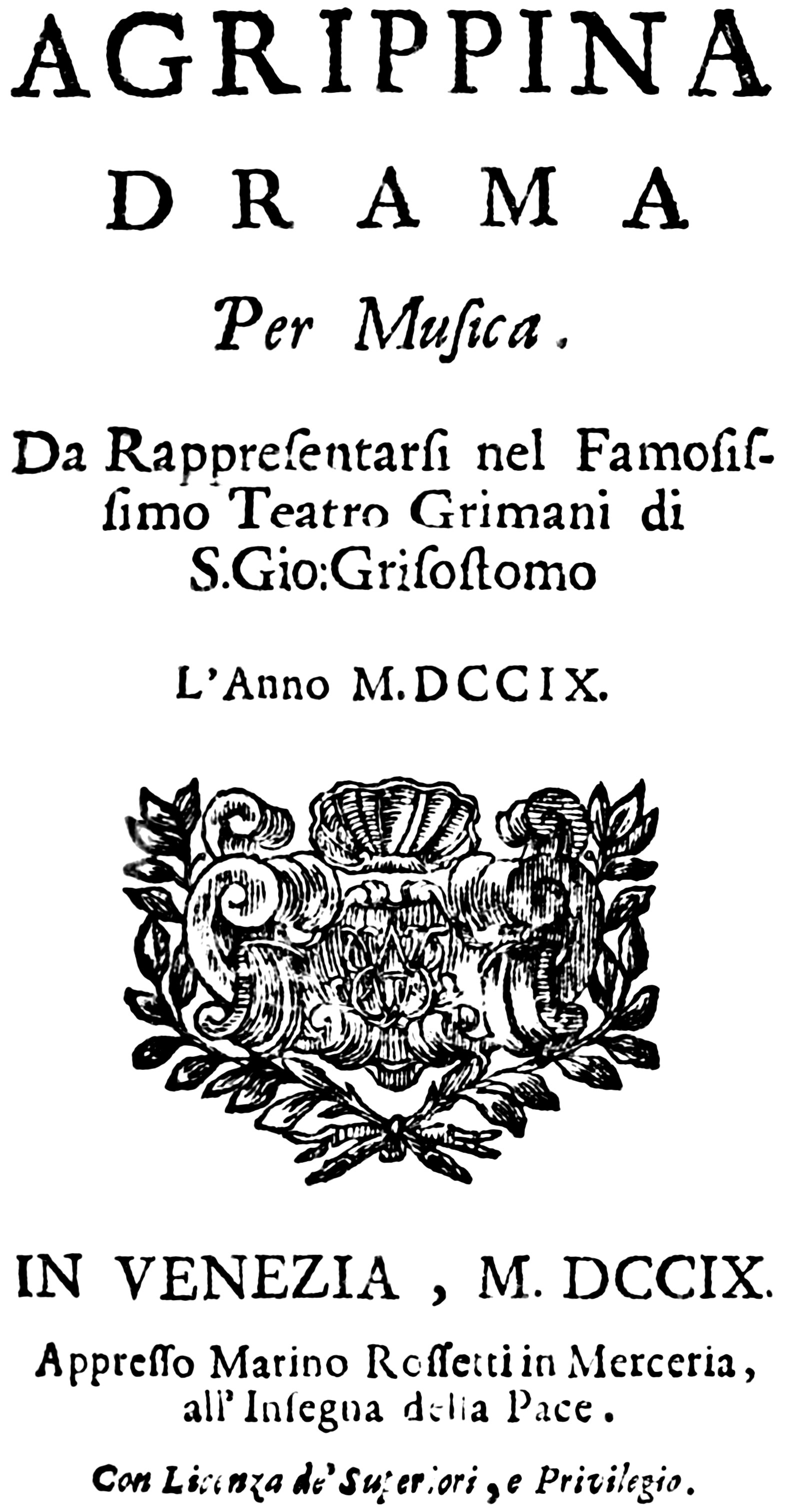
Frontespizio del libretto per la prima rappresentazione dell'Agrippina di Händel

Agrippina compare nell'Octavia, una fabula praetexta scritta forse sotto il regno di Vespasiano. L'opera, che tratta del divorzio di Nerone da Ottavia, si svolge dopo l'omicidio della madre dell'imperatore; l'ombra di Agrippina comunque compare, in veste di Furia, a metà dell'azione, pronunciando un lungo discorso in cui maledice le nozze fra Nerone e Poppea, accusa l'imperatore della morte di Claudio e di Britannico e predice la sua caduta e la sua morte. La figura di Agrippina viene tratteggiata dagli altri personaggi con attributi quasi demoniaci, ma questo ritratto negativo è sfumato dal racconto del matricidio da parte del coro, che presenta un'Agrippina coraggiosa sino alla morte, capace di inspirare negli altri lealtà.
Agrippina è comparsa in molte opere e tragedie ambientate durante il regno di Claudio e Nerone, quasi sempre in un ruolo di primo piano: fra queste, il Britannico di Racine, che per il ruolo di Agrippina forse trasse spunto proprio dalla tragedia latina, e l'opera Agrippina di Händel. In opere e testi teatrali che si svolgono dopo il matricidio, l'omicidio di Agrippina rimane comunque un tema drammatico importante, come nel caso del Nerone di Arrigo Boito, o in quello dell'Ottavia di Vittorio Alfieri.

### Cinema e televisione
Il personaggio di Agrippina è stato trattato a più riprese dal mondo del cinema, sin dagli esordi del muto. Già nel 1911 il regista Enrico Guazzoni girò Agrippina. Nel 1914 fu poi girato il kolossal Nerone e Agrippina, di Mario Caserini, basato in parte sull'opera di Boito; in entrambi i film, Agrippina fu interpretata da Maria Caserini.
Nel 1956, Agrippina appare nel film comico Mio figlio Nerone, interpretata da Gloria Swanson; nel 1968, Agrippina compare nel quinto episodio della serie televisiva The Caesars, ancora come sorella di Caligola; l'Augusta ricompare nelle vesti della madre di Nerone nella commedia del 1972 Poppea... una prostituta al servizio dell'impero e nella serie del 1976 Io Claudio imperatore, basato sui romanzi di Robert Graves, in cui compare nel tredicesimo episodio.
Nel 1977 Agrippina ricompare sul grande schermo nei film comici Nerone e in Messalina, Messalina!; l'attrice che interpretò Agrippina in quest'ultimo film, Lori Wagner, vestì i suoi panni anche nel film Caligola di Tinto Brass. Nel 1985 Agrippina, interpretato da Ava Gardner, compare nel quinto episodio della serie A.D. - Anno Domini, mentre nel 2003 l'Augusta compare nel film Boudicca. Nel 2004 Agrippina è comparsa nella mini-serie italiana Imperium.

## Ascendenza
|                         |                        |                | Genitori                    |  |  | Nonni |  |  | Bisnonni               |  |  | Trisnonni            |  |
|                         |                        |                |                             |  |  |       |  |  | Tiberio Claudio Nerone |  |  | Druso Claudio Nerone |  |
|                         |                        |                |                             |  |  |       |  |  | Tiberio Claudio Nerone |  |  | Druso Claudio Nerone |  |
|                         |                        | …              |                             |  |  |       |  |  | Tiberio Claudio Nerone |  |  |                      |  |
| Druso maggiore          |                        |                |                             |  |  |       |  |  | Tiberio Claudio Nerone |  |  |                      |  |
|                         |                        | Livia Drusilla | Marco Livio Druso Claudiano |  |  |       |  |  |                        |  |  |                      |  |
|                         |                        | Livia Drusilla | Marco Livio Druso Claudiano |  |  |       |  |  |                        |  |  |                      |  |
|                         |                        | Livia Drusilla | Alfidia                     |  |  |       |  |  |                        |  |  |                      |  |
| Germanico Giulio Cesare |                        | Livia Drusilla |                             |  |  |       |  |  |                        |  |  |                      |  |
|                         |                        | Marco Antonio  | Marco Antonio Cretico       |  |  |       |  |  |                        |  |  |                      |  |
|                         |                        | Marco Antonio  | Marco Antonio Cretico       |  |  |       |  |  |                        |  |  |                      |  |
|                         |                        | Marco Antonio  | Giulia                      |  |  |       |  |  |                        |  |  |                      |  |
| Antonia minore          |                        | Marco Antonio  |                             |  |  |       |  |  |                        |  |  |                      |  |
|                         |                        | Ottavia minore | Gaio Ottavio                |  |  |       |  |  |                        |  |  |                      |  |
|                         |                        | Ottavia minore | Gaio Ottavio                |  |  |       |  |  |                        |  |  |                      |  |
|                         |                        | Ottavia minore | Azia maggiore               |  |  |       |  |  |                        |  |  |                      |  |
| Agrippina minore        |                        | Ottavia minore |                             |  |  |       |  |  |                        |  |  |                      |  |
|                         | Lucio Vipsanio Agrippa | …              |                             |  |  |       |  |  |                        |  |  |                      |  |
|                         | Lucio Vipsanio Agrippa | …              |                             |  |  |       |  |  |                        |  |  |                      |  |
|                         | Lucio Vipsanio Agrippa | …              |                             |  |  |       |  |  |                        |  |  |                      |  |
| Marco Vipsanio Agrippa  | Lucio Vipsanio Agrippa |                |                             |  |  |       |  |  |                        |  |  |                      |  |
|                         |                        | …              | …                           |  |  |       |  |  |                        |  |  |                      |  |
|                         |                        | …              | …                           |  |  |       |  |  |                        |  |  |                      |  |
|                         |                        | …              | …                           |  |  |       |  |  |                        |  |  |                      |  |
| Agrippina maggiore      |                        | …              |                             |  |  |       |  |  |                        |  |  |                      |  |
|                         |                        | Augusto        | Gaio Ottavio                |  |  |       |  |  |                        |  |  |                      |  |
|                         |                        | Augusto        | Gaio Ottavio                |  |  |       |  |  |                        |  |  |                      |  |
|                         |                        | Augusto        | Azia maggiore               |  |  |       |  |  |                        |  |  |                      |  |
| Giulia maggiore         |                        | Augusto        |                             |  |  |       |  |  |                        |  |  |                      |  |
|                         |                        | Scribonia      | Lucio Scribonio Libone      |  |  |       |  |  |                        |  |  |                      |  |
|                         |                        | Scribonia      | Lucio Scribonio Libone      |  |  |       |  |  |                        |  |  |                      |  |
|                         |                        | Scribonia      | Cornelia Silla              |  |  |       |  |  |                        |  |  |                      |  |
|                         |                        | Scribonia      |                             |  |  |       |  |  |                        |  |  |                      |  |

### Esplicative
1. ↑  Secondo alcuni, invece della figlia senza nome nata tra il 13 e il 14, un altro fratello maggiore di Agrippina sarebbe nato nel 9, ma morì anche lui in tenera età (Nony 1988, I, 20; Powell 2015, XXXIV; Sampoli 2003, XI, 171).
2. ↑  Ara Ubiorum fu più tardi dedotta a colonia sotto il principato di Claudio proprio su richiesta di Agrippina, assumendo il nome di Colonia Claudia Ara Augusta Agrippinensium (Tacito, Annales, XII, 27; Barrett 2002, pp. 130-131).
3. ↑  Il giorno e il mese della nascita di Agrippina sono stabiliti da fonti epigrafiche, ma l'anno preciso non ci viene svelato dalle fonti, ed è solo possibile desumerlo da riferimenti sparsi; la data convenzionalmente accettata, comunque, è il 15 (Barrett 2002, pp. 269-271).
4. ↑  Considerato che Nerone nacque nove mesi dopo la morte di Tiberio, è possibile che la coppia abbia aspettato la dipartita dell'imperatore per concepire un figlio, considerato anche il fatto che i Domitii Ahenobarbi, per tradizione familiare, non producevano più di un figlio per generazione, il che impediva la dispersione delle ricchezze di famiglia (Barrett 2002, pp. 63-64; Griffin 2002, p. 21).
5. ↑  A coronare questa sequela di onori, l'immagine di Agrippina apparve su dei sesterzi battuti fra il 37 e il 38; sul retro la donna, identificata per nome, è assimilata alla Securitas.  Questa forte propaganda (mai nessuna donna prima di allora era apparsa, esplicitamente identificata, su una moneta imperiale), che riconosceva implicitamente il ruolo delle donne in un processo di legittimità dinastica, era volta ad annunciare la fine delle lotte per il potere che avevano caratterizzato il principato di Tiberio, e a ribadire che il potere era destinato alla famiglia di Germanico ed Agrippina (Ginsburg 2006, pp. 67-69).
6. ↑  L'allontanamento delle sorelle di Caligola è stato collegato da molti studiosi moderni con il loro coinvolgimento in una cospirazione con Lepido e Gneo Cornelio Lentulo Getulico seguita al matrimonio fra Caligola e Cesonia, anche se nessuna fonte antica dà credito alla tesi che fosse in atto una congiura contro l'imperatore; è anche possibile che Caligola si sia semplicemente inventato la storia della cospirazione per sbarazzarsi di personaggi che stavano diventando pericolosi per la loro vicinanza all'imperatore, utilizzando l'escamotage dell'adulterio, da sempre una formidabile arma politica a Roma. Del resto, Agrippina fu accusata anche di aver commesso adulterio con altri personaggi, come il futuro prefetto del pretorio Tigellino e il filosofo Seneca (Barrett 2002, pp. 67-75; Ginsburg 2006, pp. 12-15; Barrett 2015, pp. 144-151; Cristofoli 2018, pp. 130-132).
7. ↑  Tacito tratteggia una scena al limite del comico, in cui, in una parodia del giudizio di Paride, i liberti imperiali sponsorizzano diverse candidate alla mano di Claudio, che alla fine accetta quasi passivamente la scelta finale; si tratta, tuttavia, di una scena certamente inventata dallo storico (Tacito, Annales, XII, 2; Ginsburg 2006, pp. 17-18).
8. ↑  Tacito sostiene che Agrippina volesse impadronirsi dei giardini di Tauro, appena fuori Porta Maggiore, ma questa informazione va usata con prudenza, perché un movente simile è attribuito anche a Messalina per la distruzione di Decimo Valerio Asiatico (Tacito, Annales, XII, 59; Ginsburg 2006, p. 30).
9. ↑  Il volto di Agrippina appare sul dritto delle monete battute nei mesi immediatamente successivi alla morte di Claudio ritratta frontalmente rispetto al figlio Nerone; monete successive, invece, ritraggono i due di profilo, con Nerone in primo piano. Questo cambiamento, secondo alcuni studiosi, riflette la graduale perdita di potere a corte di Agrippina, ma più verosimilmente si tratta semplicemente di sperimentazioni per rappresentare madre e figlio alla guida dello Stato (Ginsburg 2006, pp. 72-74).
10. ↑  Tacito cita al riguardo le sue fonti, gli storici Fabio Rustico, protetto di Seneca, e Cluvio Rufo, che danno due versioni discordanti dell'affare: secondo Rustico, fu Nerone ad avvicinare la madre; secondo Rufo, fu invece la madre a sedurre il figlio in uno stato di ubriachezza. In realtà, il profilo di Agrippina quale donna incestuosa e pronta a tutto fa parte della tradizione a lei ostile (Ginsburg 2006, p. 47).
11. ↑  Non è chiaro perché Nerone prese questa decisione proprio in questo anno, anche perché le attività di Agrippina negli anni immediatamente precedenti al 59 non sono note. Tendenzialmente, si ritiene che i rapporti fra i due fossero ormai giunti ai ferri corti sia dal punto di vista psicologico, sia dal punto di vista politico. L'idea, sostenuta da Tacito, che sia stata Poppea ad istigare il matricidio poiché Agrippina si opponeva al suo matrimonio con Nerone è stata rifiutata dalla maggior parte degli storici, poiché Nerone sposò Poppea solo nel 62, tre anni dopo la morte di Agrippina. Cassio Dione individua come istigatore dell'omicidio anche Seneca, ma lo storico risulta nella sua narrativa molto ostile al filosofo (Tacito, Annales, XIV, 1; Cassio Dione, LXI, 12.1-3; Barrett 2002, pp. 214-215; Luke 2013, p. 209 n. 8).
12. ↑  Il resoconto di Tacito dell'incidente in barca per alcune incongruità è stato considerato assurdo e non affidabile da alcuni autori moderni. In particolare, l'espediente del tetto di piombo della cabina della barca che si sarebbe dovuto sfasciare a comando per schiacciare e annegare Agrippina è stato giudicato poco realistico (Dawson 1969, passim; Barrett 2002, p. 221; Drinkwater 2019, p. 180).

### Riferimenti
1. ↑  Tacito, Annales, XII, 27; Barrett 2002, pag. 269; Hornblower, Spawforth, Eidinow 2012, pag. 754.
2. ↑  Barrett 2002, pag. 269; Hornblower, Spawforth, Eidinow 2012, pag. 754.
3. ↑  Hornblower, Spawforth, Eidinow 2012, pag. 754; Sampoli 2003, XII, 208-212.
4. ↑  Barrett 2002, pp. 245-252 per un elenco completo dei riferimenti ad Agrippina nelle fonti letterarie.
5. ↑  Barrett 2002, pp. 233-235.
6. ↑  Barrett 2002, pp. 236-238.
7. ↑  Barrett 2002, pp. 239-245; Ginsburg 2006, pp. 106-132.
8. ↑  Svetonio, Gaio Cesare, IV.
9. ↑  Svetonio, Gaio Cesare, VII.
10. ↑  Svetonio, Gaio Cesare, I.
11. ↑  Svetonio, Augusto, 65, 1; Tiberio, 15, 2; Velleio Patercolo, II, 102,3-103,2; Syme 1989, p. 146.
12. ↑  Svetonio, Gaio Cesare, VIII; Nony 1988, I, 20.
13. ↑  Svetonio, Gaio Cesare, VII-VIII; Burns 2006, pag. 42; Powell 2013, Chronology, IV-VI.
14. ↑  Barrett 2002, p. 256.
15. ↑  Svetonio, Gaio Cesare, VIII; Barrett 2002, p. 32.
16. ↑  Tacito, Annales, II, 41.
17. ↑  Tacito, Annales, III, 1, che afferma che quando la madre di Agrippina tornò in patria aveva con sé solo due dei suoi figli, Caligola appunto e Livilla, che era nata durante la missione di Germanico; Barrett 2002, p. 34.
18. ↑  Tacito, Annales, III, 2.
19. ↑  Barrett 2002, pp. 42-43.
20. ↑  Tacito, Annales, IV, 75; Barrett 2002, pp. 46-47; Griffin 2002, pp. 20-21.
21. ↑  Barrett 2002, pp. 63-64.
22. ↑  RIC, Gaio Cesare, I 33; BMCRE,  36; CBN 47, pl. XIII; Cohen, 4.
23. ↑  Barrett 2002, p. 61; Ginsburg 2006, pp. 67-69.
24. ↑  Ginsburg 2006, p. 66.
25. ↑  Svetonio, Gaio Cesare, 7; Cassio Dione, LIX, 3.4.
26. ↑  Svetonio, Gaio, 24; Cassio Dione, LIX, 22.6; l'accusa di incesto è però assente in autori più vicini ai fatti e dal catalogo dei 'crimini sessuali' di Agrippina in Tacito, pertanto si tratta di voci non verificabili, tanto più che simili accuse avevano una valenza retorica e politica (Tacito, Annales, XIV, 2; Ginsburg 2006, p. 12).
27. ↑  Svetonio, Gaio, 24; Cassio Dione, LIX, 23.1.
28. ↑  Cassio Dione, LIX, 22.8; Ginsburg 2006, p. 15.
29. ↑  Svetonio, Gaio, 39; Cassio Dione, LIX, 22.8.
30. ↑  Svetonio, Gaio, 59; Cassio Dione, LX, 4.1; Barrett 2002, pp. 91-92.
31. ↑  Svetonio, Galba, 5, secondo cui il comportamento di Agrippina fu talmente sfrontato da oltraggiare Lepida, la madre della defunta moglie di Galba, che sarebbe giunta a schiaffeggiare Agrippina durante un'assemblea di matrone.
32. ↑  Barrett 2002, p. 97.
33. ↑  Barrett 2002, pp. 97-98.
34. ↑  Tacito, Annales, XI, 11-12; Svetonio, Nerone, 6;Barrett 2002, pp. 102-103; Osgood 2011, p. 211.
35. ↑  Ginsburg 2006, pp. 91-93.
36. ↑  Tacito, Annales, XII, 2; Barrett 2002, pp. 109-110; Osgood 2011, p. 211; Levick, pp. 78-80.
37. ↑  Tacito, Annales, XII, 5-7; Svetonio, Claudio, 26; Osgood 2011, pp. 213-214.
38. ↑  Tacito, Annales, XII, 8.
39. ↑  Tacito, Annales, XII, 8; sotto Caligola, Seneca fu salvato dall'ira dell'imperatore da una donna, che fece credere al principe che Seneca fosse gravemente malato e ormai prossimo alla morte; questa donna è stata identificata da alcuni come Agrippina stessa, anche se Cassio Dione non fa menzione del suo nome (Cassio Dione, LIX, 19.7-8; Barrett 2002, pp. 77-78).
40. ↑  Tacito, Annales, XII, 22.
41. ↑  RIC, Claudio, I 81; RSC,  4.
42. ↑  Ginsburg 2006, pp. 67-69;Osgood 2011, pp. 217-218.
43. ↑  Tacito, Annales, XII, 28; Cassio Dione, LX, 33.2; Barrett 2002, p. 123.
44. ↑  Tacito, Annales, XII, 37 e 42; Cassio Dione, LX, 33.1-3; Barrett 2002, p. 147; Osgood 2011, pp. 217-218; Levick 2015, pp. 81-82.
45. ↑  Barrett 2002, pp. 141-143.
46. ↑  Ginsburg 2006, pp. 87-88; Osgood 2011, pp. 219-221.
47. ↑  Barrett 2002, pp. 254-255.
48. ↑  Tacito, Annales, XII, 41-42; Barrett 2002, pp. 132-139.
49. ↑  Tacito, Annales, XII, 41; Cassio Dione, LX, 32.
50. ↑  Tacito, Annales, XII, 57; Barrett 2002, pp. 144-149.
51. ↑  Osgood 2011, p. 228.
52. ↑  Tacito, Annales, XII, 59.
53. ↑  Tacito, Annales, XII, 58.
54. ↑  Tacito, Annales, XII, 64-65; Levick 2015, pp. 87-88.
55. ↑  Tacito, Annales, XII, 66-67; Svetonio, Claudio, 43-44; Cassio Dione, LXI, 34.
56. ↑  Osgood 2011, pp. 242-245.
57. ↑  Tacito, Annales, XIII, 1-2; Cassio Dione, LX, 34.4.
58. ↑  Tacito, Annales, XII, 69.
59. ↑  RIC, Nerone, I; BMC, 6; CBN, 5; Vagi, 656.
60. ↑  Tacito, Annales, XIII, 2; Barrett 2002, pp. 177-179.
61. ↑  Tacito, Annales, XIII, 2 e 18; Svetonio, Nerone, 9; Barrett 2002, p. 181.
62. ↑  Tacito, Annales, XIII, 5; Barrett 2002, p. 179.
63. ↑  Ginsburg 2006, pp. 89-90.
64. ↑  Tacito, Annales, XIII, 4; Cassio Dione, LXI, 3.3-4.
65. ↑  Tacito, Annales, XIII, 12-13; Cassio Dione, LXI, 7.1-3.
66. ↑  Tacito, Annales, XIII, 13.
67. ↑  Tacito, Annales, XIII, 14.
68. ↑  Tacito, Annales, XIII, 14-17; cfr. Drinkwater 2019, p. 176 n. 38 per bibliografia sull'opinione dei moderni circa la morte di Britannico.
69. ↑  Tacito, Annales, XIII, 18; Svetonio, Nerone, 34.
70. ↑  Tacito, Annales, XIII, 19-20.
71. ↑  Tacito, Annales, XIII, 20-22; Tacito, Annales, XIII, 14-17; Ginsburg 2006, p. 45; secondo Drinkwater 2019, pp. 177-178 questi incarichi sono la prova che Agrippina rimase nel favore del figlio anche dopo il 55
72. ↑  Ginsburg 2006, pp. 211-212.
73. ↑  Barrett 2002, p. 255.
74. ↑  Tacito, Annales, XIV, 1.
75. ↑  Tacito, Annales, XIV, 2; Svetonio, Nerone, 28;Cassio Dione, LXI, 11.3-4.
76. ↑  Tacito, Annales, XIV, 3-4; Svetonio, Nerone, 34; cfr. Barrett 2002, pp. 286-287 per i dettagli degli ultimi giorni di Agrippina, circa i luoghi e il giorno preciso dell'omicidio, probabilmente la notte del 23 marzo. Non tutti gli studiosi sono convinti della storicità dei primi tentativi di assassinare Agrippina (Luke 2013, p. 209 n. 6).
77. ↑  I movimenti di Agrippina e Nerone nei resoconti degli storici sono piuttosto confusi (cfr. Barrett 2002, pp. 286-287).
78. ↑  Tacito, Annales, XIV, 4.
79. ↑  Tacito, Annales, XIV, 5.
80. ↑  Tacito, Annales, XIV, 6.
81. ↑  Tacito, Annales, XIV, 7.
82. ↑  Tacito, Annales, XIV, 8.
83. ↑  Tacito, Annales, XIV, 9.
84. ↑  Tacito, Annales, XIV, 10 dice che il fatto era negato da alcune sue fonti, confermato da altre.
85. ↑  Tacito, Annales, XIV, 10; Luke 2013, pp. 218-219.
86. ↑  Tacito, Annales, XIV, 10-11.
87. ↑  Tacito, Annales, XIV, 12; Cassio Dione, LXII, 16.2a; Barrett 2002, p. 226; Luke 2013, pp. 220-223, sulla strategia messa in atto dalla corte di Nerone per far passare Agrippina come una minaccia per il benessere dello Stato.
88. ↑  Tacito, Annales, XIV, 12-13.
89. ↑  Svetonio, Nerone, 34 e 39; la performance tragica di Nerone quale Oreste fu forse intesa per espiare il matricidio e giustificarlo agli occhi del popolo presentando Agrippina sotto una luce colpevole (Luke 2013, p. 214 n. 34; cfr. Drinkwater 2019, p. 291).
90. ↑  Le date proposte per la composizione di quest'opera spaziano dal regno di Galba a quello di Domiziano (Boyle 2016, pp. xiii-xvi).
91. ↑  Boyle 2016, p. 219.
92. ↑  Boyle 2016, p. lxxii.
93. ↑  Manuwald 2013, pp. 367-368; Boyle 2016, p. 219.
94. ↑  Manuwald 2013, pp. 367-368.